# K2-33b

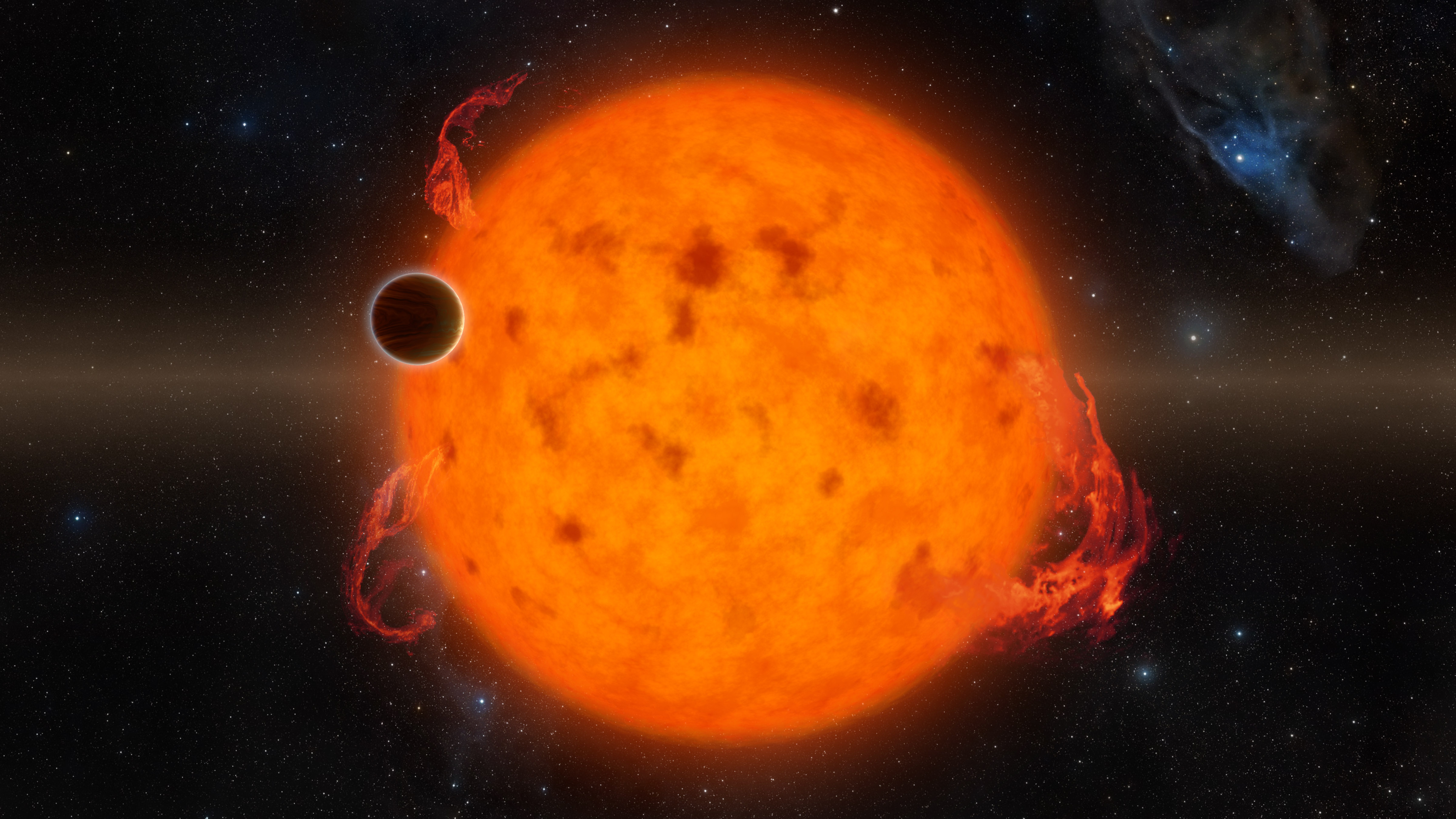
Impresión del artista de K2-33b que transita su estrella madre extremadamente joven.

K2-33b es un exoplaneta extremadamente joven que orbita alrededor de la estrella de enana roja K2-33 aproximadamente 453.36 años luz de la Tierra.